# Aphaïa
Aphaïa ou Aphéa (en grec ancien : Ἀφαία / Aphaía) est une déesse grecque antique vénérée sur l'île d'Égine.

## Identification
Aphaïa, en tant que divinité distincte, n'apparait dans aucun mythe conservé ; cependant, Pausanias rapporte l'existence d'un poème perdu de Pindare dédié à la déesse pour les habitants d'Égine,,.
Les auteurs antiques qui évoquent Aphaïa — Pausanias, Virgile, Antoninus Liberalis et Hésychios d'Alexandrie — la décrivent comme une déesse locale d'Égine, identifiée à la divinité crétoise Britomartis. Dans les versions rapportées du mythe, Britomartis est la fille de Carmé et de Zeus et une chasseresse proche d'Artémis. Elle est poursuivie par le roi crétois Minos, et se réfugie auprès d'un pêcheur d'Égine, qui s'en prend à son tour à elle : pour leur échapper, elle fait appel à Artémis, ou se cache dans son sanctuaire, et disparait. À cet endroit, les habitants d'Égine la vénèrent sous le nom d'Aphaïa ; les Crétois, quant à eux, lui vouent un culte sous le nom de Dictynna (es).
La présence d'une statue d'Athéna sur le fronton du temple a fait supposer à certains spécialistes qu'Aphaïa aurait été assimilée par Athéna, notamment dans le contexte de la prise de contrôle d'Égine par Athènes au milieu du Ve siècle av. J.-C. (bien que la statue soit antérieure à cette date). On a pu alors parler d'« Athéna Aphaïa ». Mais il n'y a aucun élément tangible permettant de supposer une telle chose, et l'idée d'une assimilation d'Aphaïa par Athéna est désormais vue comme une fiction moderne.

## Culte

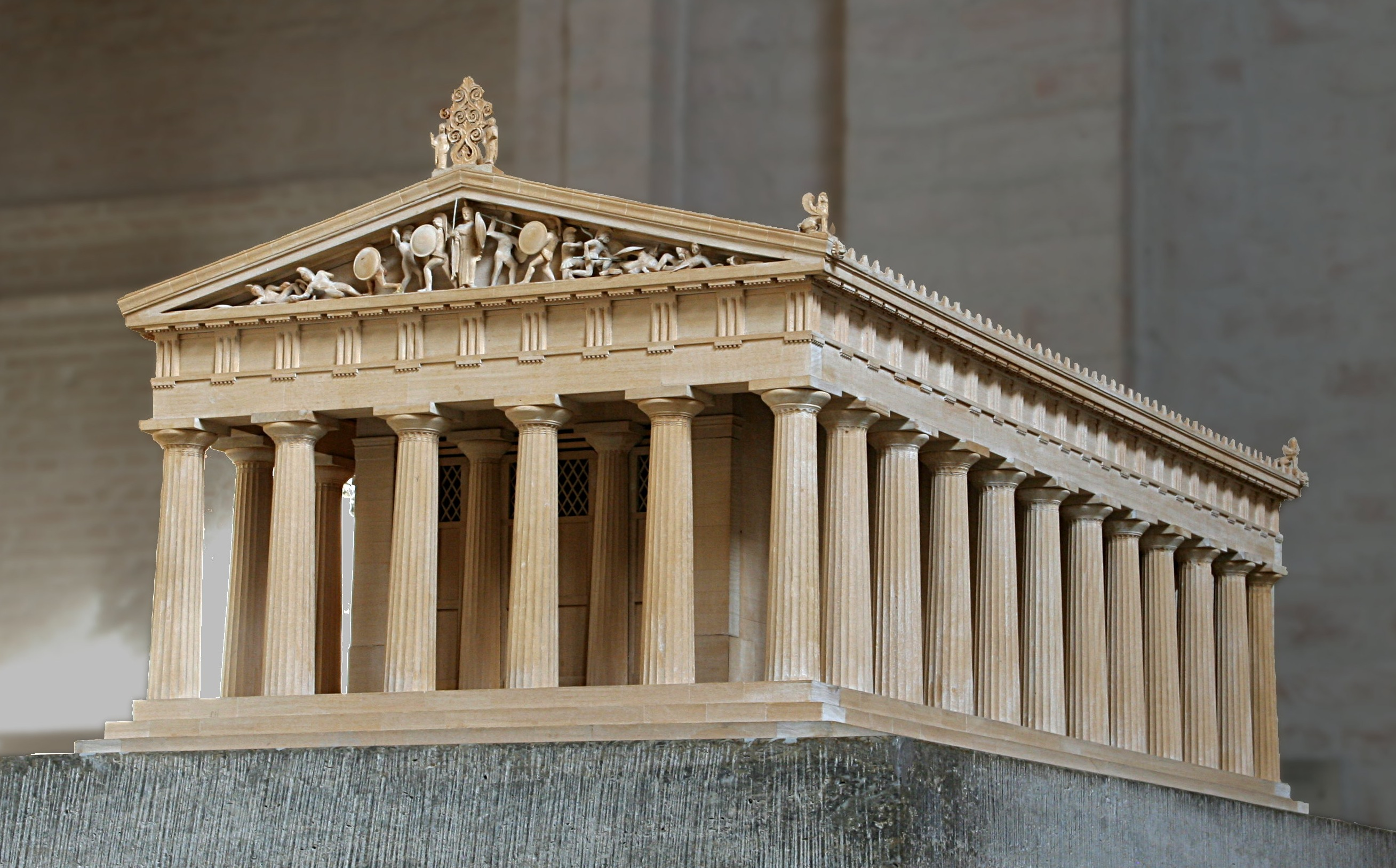
Maquette du temple d'Aphaïa, présentée à la glyptothèque de Munich.

En tant que divinité locale d'Égine, Aphaïa est vénérée sur l'île et possède un sanctuaire. Ce culte est attesté à partir de la période géométrique (entre les IXe et VIIIe siècles av. J.-C.), et perdure au moins jusqu'au milieu du IIe siècle de notre ère, lorsqu'il est mentionné par Pausanias. Une période d'interruption a peut-être lieu entre 431 av. J.-C., avec l'exil des Éginiens par les Athéniens, et la fin de la guerre du Péloponnèse : l'usage du sanctuaire d'Aphaïa par les occupants athéniens est incertain.
Le temple d'Aphaïa occupe ce sanctuaire : les vestiges conservés témoignent d'un état daté entre la période archaïque et la période classique, au IVe ou Ve siècle av. J.-C. ; c'est un des temples de style dorique les mieux conservés.

### Sources antiques
1. 1 2  Pausanias, Description de la Grèce [détail des éditions] [lire en ligne], II, 30, 3.
2. ↑  Virgile, Ciris (lire en ligne), 297-309.
3. ↑  Antoninus Liberalis, Métamorphoses [détail des éditions], XL.
4. ↑  Hésychios d'Alexandrie, Lexique (lire en ligne), « Ἀφαία ».